# کریستین لیزوری
کریستین لیزوری (انگلیسی: Cristian Lizzori؛ زادهٔ ۲ آوریل ۱۹۸۰) بازیکن فوتبال اهل ایتالیا است.
از باشگاه‌هایی که در آن بازی کرده‌است می‌توان به باشگاه فوتبال اینتر میلان، باشگاه فوتبال اسپتزیا، باشگاه فوتبال اتلتیکو آرتزو، باشگاه فوتبال پرو ورچلی، و باشگاه فوتبال ترنانا اشاره کرد.